# 克莱蒙费朗机场
克莱蒙费朗机场，商业名称为克莱蒙费朗奥弗涅机场（法語：Aéroport de Clermont-Ferrand-Auvergne），是法国中南部城市克莱蒙费朗的城市客运机场，其范围横跨克莱蒙费朗和欧纳两个市镇，距离克莱蒙费朗市中心大约7公里。

## 历史
根据克莱蒙费朗机场官方网站的论述，克莱蒙费朗机场最初建成于1916年，彼时为一处军事飞行场，一战结束后，该机场逐渐转为民用，并由此组建了航空俱乐部。1937年，克莱蒙费朗机场航站楼建成，后于1992年得到翻新改造。1999年，克莱蒙费朗机场停机坪得到扩建。

## 航空公司与目的地
截至2024年11月，克莱蒙费朗机场开行3条固定航线和1条季节性航线。
| 航空公司   | 目的地           |
| ---------- | ---------------- |
| 法国航空   | 巴黎戴高乐       |
| 科西嘉航空 | 季节性：阿雅克肖 |
| 瑞安航空   | 非斯、波尔图     |

## 接驳交通
克莱蒙费朗机场前方建有停车场。欧纳机场站停靠往返于克莱蒙费朗和蒂耶尔之间的区域列车。